# عبدالعزیز صغر
عبدالعزیز صغر تحلیل‌گر سیاسی اهل عربستان سعودی و رئیس و بنیانگذار مرکز تحقیقات خلیج فارس است. محمدجواد ظریف در مصاحبه با سعید لیلاز از صغر به‌عنوان یکی از نزدیک‌ترین افراد به مقامات عربستان و مخاطبِ مذاکرات با ایران نام می‌برد.

## زندگی
او رئیس هلدینگ صغر در عربستان سعودی است که در زمینه‌های فناوری اطلاعات، خدمات هواپیمایی و سرمایه‌گذاری فعالیت دارد. صغر عضو شورای استان مکه است و در هیئت مشاور سازمان‌های مختلفی فعالیت می‌کند.
وی پژوهشگر مسائل استراتژیک خلیج فارس است و به‌طور منظم در رسانه‌های بین‌المللی و منطقه ای به تحلیل و تفسیر می‌پردازد. او دارای دکترای سیاست و روابط بین‌الملل از دانشگاه لنکستر و فوق لیسانس از دانشگاه کنت در انگلستان است.